# トルコ・イスラーム文化
トルコ・イスラーム文化は、イラン・イスラーム文化が14世紀のティムール朝時代にトルコ民族の居住していた中央アジアに伝えられて形成された文化。ティムール帝国の都サマルカンドやヘラートに壮大なモスクが建設され、中国から伝えられた画法からミニアチュールが発達し、多数のトルコ語の文学作品が生み出され、また暦法や天文学が発達したことが特徴として挙げられる。